# Перминов, Алексей Александрович
Алексе́й Алекса́ндрович Пе́рминов (30 сентября 1975, Москва — 12 июня 2000, Москва), более известный под псевдонимом Грюндиг (Грюндик) — российский рэп-исполнитель, музыкальный продюсер, диджей, автор песен и поэт. Бывший участник хип-хоп-дуэта «Рабы лампы», входившего в состав D.O.B. Community.
В 1993 году вместе с Лигалайзом создал хип-хоп-группу Critical Mass. В 1994 году занялся сольной карьерой. В 1996 году вместе с Джипом образовал дуэт «Рабы лампы». Их единственный альбом «Это не больно» спустя время был назван одним из главных альбомов русского рэпа и занесён в список «10 важнейших альбомов русского рэпа».
12 июня 2000 года Перминов скончался в возрасте двадцати четырёх лет от передозировки наркотиков. К годовщине смерти была издана книга его стихов под названием «Мой декаданс». Его стихотворения проникнуты психоделической тематикой, связанной с наркотиками, улицами, городской обстановкой и нежеланием жить среди людей.

## Биография

### Ранние годы
Алексей Перминов родился 30 сентября 1975 года в Москве. С детства писал стихи, по собственному признанию, увлекался творчеством С. Маршака, К. Чуковского, А. Барто и других советских поэтов.
Впервые с хип-хопом познакомился в 1990 году, услышав альбом группы N.W.A., Straight Outta Compton. Перминов дал аудиокассету своему другу детства Андрею Меньшикову («Лигалайз»), который был младше его на два года и жил в соседнем дворе. Впечатлившись от прослушанного, они стали записывать на диктофон первые демо-записи с помощью губной гармошки и магнитофона «Электроника».

### Творчество
В 1993 году Перминов объединился с друзьями в хип-хоп-группу Critical Mass (Legalize, Грюндиг, Рустамбек и Коржик). Тогда же были придуманы псевдонимы. «Грюндиг» получил своё имя в честь немецкой фирмы Grundig из-за своей увлечённости диджеингом на домашнем патефоне, а Меньшиков взял себе имя «Legalize» в честь песни «Legalize It» американской рэп-группы Cypress Hill. Позже было решено переименовать группу в Legalize. В написании текстов Перминов равнялся на Кирилла Лисовского («Тюлень») из группы «К.Т.Л. Ди. Л.Л.», с которым познакомился в 1993 году.
В 1994 году Перминов записал две песни: «Алкоты» в рамках проекта Jazz Town (Грюндиг и DJ Слон) и «А зачем это надо?» в рамках проекта «Новый Завет» (Грюндиг и Илья «Купорос» Гавришов). В том же году Меньшиков помог Перминову начать сольную карьеру, написав ему куплет для будущей песни «Рабы лампы». В 1995 году Лигалайз познакомился с вернувшимся из армии Максимом Гололобовым («Джип», экс-участник «К.Т.Л. Ди. Л.Л.») и решил сделать дуэт из сольного проекта «Грюндика». Пригласив к себе домой обоих рэперов, Лигалайз придумал название для нового проекта — «Рабы лампы».
По словам Джипа, в проекте он принимал участие только как второй вокалист, поскольку автором всех текстов и музыки был Грюндик, который также оплачивал студийное время.
В 1996 году группа записала песни «Нет надежды впереди», «Одиночка», «Рабы лампы», «На троих» (feat. Sir-J) и «ПККЖС». В создании музыки им помог Сергей «Sir-J» Булавинцев. В ноябре, вернувшись из Конго, Меньшиков продемонстрировал участникам группы «Рабы лампы» свои навыки речитатива, после прослушивания которых Грюндик решил, что Лигалайз напишет текст ко всем трём куплетам для новой песни «Рабы рифмы». В том же году коллектив вошёл в состав хип-хоп-объединения D.O.B. Community.
В 1997 году Перминов начал уже самостоятельно заниматься продюсированием, принося в студию музыку, из которой нужно вырезать семпл. Таким образом он придумал музыку к песням «Тебе будет легче», «TV shit» и «Каждому своё». При этом скретч в песне «TV shit» был сделан Лигалайзом. В трёх «междусловиях», записанных за одну смену, Грюндик использовал поверх голоса музыку из фильмов Чарли Чаплина. Последние треки для альбома писались порознь, поскольку Джип стал всё реже появляться в студии.
В январе 1998 года на лейбле «Элиас Records» был выпущен дебютный альбом D.O.B. — Rushun Roolett, на который была добавлена одноимённая песня «Рабов лампы» в качестве представления группы. Дебютный и единственный альбом «Это не больно» вышел на аудиокассетах на том же лейбле в апреле 1998 года. Альбом состоит из 13 треков и был записан и сведён в период с 1996 по 1998 год звукорежиссёром Александром Корнышевым и Виктором «Мутантом» Шевцовым. Мастеринг альбома сделал Шевцов в студии «2S». В записи альбома приняли участие рэперы Лигалайз и Sir-J. Музыку для альбома создал Грюндик при участии Sir-J’я и Лигалайза. Все тексты для альбома написал Грюндик при участии Джипа («Тебе будет легче»), Лигалайза («Рабы рифмы») и Sir-J’я («На троих»). Исполнительным продюсером проекта был Master Spensor. Альбом содержит композиции наркотического, суицидального и философского характера. На обложке альбома изображён наркоман, пускающий по вене героин. Заглавную песню альбома Грюндик посвятил своему пристрастию к запрещённым веществам. Названия композиций на обложке альбома были написаны исковерканным языком, напоминая то, что стало впоследствии называться жаргоном падонков.
Осенью 1999 года Грюндик поучаствовал в брейкбит-проекте Виктора «Мутанта» Шевцова — T.Bird, в рамках которого успел записать всего один демо-трек «Плата за вход». В конце года группа «Рабы лампы» приняла участие в записи совместной песни с группой Ю.Г. и рэпером Sir-J — «Ода уходящего года». Запись оказалась последней для дуэта.
В начале 2000 года Перминов снялся в документальном фильме о русском хип-хопе HipHopHeroes: Underground Kings голландского студента-документалиста Jean-Paul van Kouwen для дипломной работы. Весной Грюндик создал с Симоной Йёри проект «Змей и радуга», в рамках которого был записан трек «Лето», в итоге выпущенный в альбоме D.O.B. Community «100 преград преодолев» (2001).
12 июня 2000 года Перминов скончался в возрасте двадцати четырёх лет от передозировки наркотиков. Похоронен на Ваганьковском кладбище.

## Памяти Грюндика
В 2000 году после смерти Грюндика московские группы Ю.Г. и D.O.B. Community образовали хип-хоп-объединение «Империя» и записали трек «Посвящение» в память о нём при участии Стахея из группы «Тени». Позже песня вышла на сборнике «Лучший хип-хоп 2» летом 2001 года, а также в переиздании альбома «Это не больно» в 2001 году.
В 2001 году, к годовщине смерти, родители Грюндика при поддержке его многочисленных друзей выпустили небольшим тиражом книгу его стихов под названием «Мой декаданс». Книга содержит рисунки Грюндика и более двухсот стихотворений, среди которых и тексты альбома «Это не больно», а также текст песни «Посвящение».
В 2002 году московская группа Ю.Г. записала песню «Пока никто не умер», которая дала название их новому альбому. Не только эта песня, но и сам альбом был полностью посвящён памяти Алексея «Грюндига» Перминова.
26 сентября 2008 года в преддверии дня рождения Алексея «Грюндика» Перминова его друзья, поклонники и соратники впервые за долгое время собрались вместе, чтобы почтить его память и начать совместную работу над документальным фильмом о его жизни и творчестве. Фильм задумывался как «некое арт-действие на основе творческого наследия Алексея».
13 ноября 2009 года группа МСК (ex.-Ю.Г.) сыграла живьём кавер-версию песни «Это не больно» группы «Рабы лампы» в клубе Грибоедов в Санкт-Петербурге.
В 2010 году рэпер Наум Блик (из группы Ek-Playaz) записал песню «Средь собачьих стай» на стихи Перминова, которая вышла в его дебютном альбоме «Re:Поэты».
6 октября 2013 года в Москве состоялся второй по счёту вечер памяти Алексея «Грюндика» Перминова.
В 2013 году на краудфандинг-платформе Boomstarter была запущена кампания по сбору средств на переиздание книги стихов Алексея «Грюндика» Перминова, «Мой декаданс».
12 июня 2016 года, в день 16-й годовщины смерти Алексея «Грюндика» Перминова, вышел документальный фильм творческого объединения UGW, Грюндик «Раб лампы», посвящённый жизни Перминова. В фильме приняли участие: Лигалайз, Sir-J, Симона Йёри, Джип, Медный, Андрей Кит, Dime, Бледный, Лиммон Джи, Мелкий, Мутант и Дмитрий Перминов. 30 сентября 2016 года фильм был выпущен на DVD вместе с компакт-диском, на котором собраны две версии альбома, книга стихов «Мой декаданс», фото, видео и прочие материалы.

## Критика

### Ретроспектива
В 2001 году журнал «RAPпресс» назвал альбом «Это не больно» культовым сразу после выхода.
В 2005 году редактор портала Rap.ru, Руслан Муннибаев, назвал Грюндига «первым поэтом» в российском хип-хопе и сравнил его судьбу с Куртом Кобейном, чей путь рэпер «повторил почти в точности».
В 2007 году российское издание журнала Billboard назвало группу «Рабы лампы» одним из «королей андеграунда Москвы».
В 2015 году портал The Flow, написал, что Грюндик — «единственный, помимо Дельфина, выходец из рэпа, чьи тексты были изданы в виде книги стихов», и что он «больше прочих заслуживал того, чтобы называться поэтом».
В 2018 году портал Rap.ru, делая ретроспективный обзор альбома «Это не больно», назвал его одним из главных альбомов жанра, который до сих пор остаётся неизвестным и не до конца понятным широким массам.
В 2019 году редактор портала «По фактам», Лео Ковалёв, охарактеризовал альбом как «один несовершенный, но пробирающий до мурашек релиз».

### Рейтинги
В 2007 году главный редактор портала Rap.ru, Андрей Никитин, поместил альбом «Это не больно» в список главных альбомов русского рэпа.
В 2009 году журналисты портала Rap.ru, Андрей Никитин и Руслан Муннибаев, поместили альбом «Это не больно» в свой список «10 важнейших альбомов русского рэпа»:
Лидер «Рабов», Грюндиг, был Куртом Кобейном и Джимом Моррисоном русского хип-хопа в одном лице. Ни до, ни после него — Грюндиг умер в 2000-м от передозировки — русское рэп-слово не сближалось так близко с рок-поэзией. Пронзительные, беспокойные стихи поэта и наркомана об одиночестве, любви и героине, наложенные на скупой бит, точно отражали реалии растерянной середины русских 1990-х. Грюндиг оставил после себя один альбом, полдесятка совместных песен и книгу стихов с собственными иллюстрациями, но и этого было достаточно для того, чтобы записать его в историю современной музыкальной культуры.
В 2020 году музыкальный редактор интернет-издания Vatnikstan, Иван Белецкий, поместил альбом «Это не больно» в список «Русский рэп 1990‑х: десять главных альбомов», назвав Грюндига «одним из самых заметных деятелей андеграундного московского хип-хапа 1990‑х гг.».

## Отражение в музыке
Песни на стихи Грюндика в исполнении других музыкантов
- 2008 — Yori — «Твой дар» (Live)
- 2009 — МСК (ex.-Ю.Г.) — «Это не больно» (Live)
- 2010 — Наум Блик — «Средь собачьих стай»

Песни, посвящённые памяти Грюндика
- 2000 — Империя — «Посвящение»
- 2002 — Ю.Г. — «Пока никто не умер»

Песни, в которых использован голос Грюндика
- 2004 — DCMC — «Рифма как окошко»
- 2004 — Jeeep — «Мечта-сон»
- 2009 — Sir-J и Jeeep — «Такая вот история»

Песни, в которых упомянут Грюндик
- 2006 — Лигалайз — «Жизнь»
- 2013 — Ленина Пакет — «Грюндик воскрес»
- 2019 — Horus & Зараза — «Никуда не надо»[46]
- 2021 — Игла — «Грюндик R.I.P.»[47], «Матрёшка 2»[48]

## Дискография
В составе группы «Рабы лампы»
- Это не больно (1998) (переиздан в 2001, 2003 и 2020 году)

Синглы Грюндика
- «Алкоты» (Jazz Town: Грюндиг и DJ Слон) (1994)
- «А зачем это надо?» («Новый Завет»: Грюндиг и Купорос) (1994)
- «Лето» («Змей и радуга»: Грюндик и Yori) (2000)

Гостевые участия
- «Каждый о своём» («Мало не покажется» feat. Грюндик, Медный & Груз) (1998)
- «Намёки» (Туши Свет feat. Рабы лампы) (1998)
- «Плата за вход» (T.Bird feat. Грюндик) (1999)
- «Ода уходящего года» (Ю.Г. feat. Рабы лампы и Sir-J) (2000)

Компиляции
- Грюндик «Раб лЛампы» (DVD+MP3) (2016)

Чарты и ротации
В 2003 году песни «TV Shit» и «ПККЖС» группы «Рабы лампы», а также песня «Каждый о своём» группы «Мало не покажется» при участии Грюндика прозвучали в хип-хоп-передаче «Фристайл» на «Нашем Радио».